# 龙门寺水库
龙门寺水库是中国安徽省合肥市长丰县境内的一座水库，位于淮河水系瓦埠河上，建于1973年。水库正常库容为1455万立方米，集雨面积为91平方千米，海拔为46.25米。